# شطنا (إربد)
شطنا . قرية المرشد النفسي صهيب قرية أردنية تابعة إلى لواء بني عبيد التابع إلى محافظة اربد شمال غرب الأردن، تقع إلى الجنوب الشرقي من مدينة إربد، تمتاز بكرومها وبساتينها، ترتفع القرية حوالي 1000 م فوق مستوى سطح البحر. تمتاز بأشجارها وأزهارها وأحراجها الكثيفة وترتفع نحو 1000 متر فوق مستوى سطح البحر وهي نموذج للباحثين في مجال البيئة والطبيعة ورحلات علمية ذات صلة. يحدها من الشمال بلدة الحصن ومن الشرق بلدتي النعيمة وكتم ومن الجنوب اراضي بلدة صخرة ومن الغرب دير البرك والطريق الرئيس الذي يربط اربد - عجلون.

## تاريخ البلدة
في عام 1872 ابان الحكم العثماني للمنطقة اصدر أحد سلاطينها قرار بوجوب اعمار القرى المهجورة في الضفة الشرقية من نهر الاردن وضرورة استملاك الأراضي المحيطة بها فقد شمل فرمان الاعمار العثماني قرية شطنا فكان عدد سكانها في ذلك الوقت لا يتجاوز 150 شخص واستمرت الهجرة اليها من البلدات والمناطق المجاورة حتى ت بلغ عدد سكانها في الوقت الحاضر بما فيهم المغتربون ما يقارب4500 نسمة ضمن التعداد السكاني لعان 2005.

## السكان
تعتبر القرية نموذج للقرى الأردنية التي هجرها سكانها ولم يعد فيها سوى عدد قليل من السكان، يقدر تعداد سكان القرية بحوالي 150 نسمة، ويقدر السكان الذين ينحدرون من القرية ما يقارب 15 ألف نسمة موزعين على مدن الأردن الرئيسية كمدن عمّان الزرقاء اربد والعقبة، ودول الاغتراب كالولايات المتحدة. ويعد أوائل الأطباء والمهندسين في منطقة الشمال كانوا من شطنا وأن أبناء البلدة عرفوا باقبالهم على العلم مبكراً.
بعد عام 2005 تقرر حل المجلس القروي واصبحت القرية أي شطنا حي من احياء الحصن وفقدت قرية شطنا القرية الأردنية هويتها فأصيب اهلها بالإحباط وبدا الكثير منهم يبحث عن منطقة غير قريته الام فهاجر قسم كبير منهم إلى مدن وبلدات المملكة منها عمان واربد والزرقاء والمفرق والحصن والفحيص، كما هاجر الكثير منهم إلى دول اميركا واستراليا وكندا والدول الأوروبية. من عشائر منطقة شطنا القنادحة والدحابرة والسواقدية، والبشارات، والعياشين، وآل جبارة، والفواخرية، وآل حداد، والمعايعة، وآل جدعون والمونس

## الطبيعة الجغرافية
توصف شطنا بأنها تتميز بطبوغرافيا متنوعة وثرية من هضاب وجبال وسهول وتشكل مع بلدات وقرى مجاورة بينها الحصن وكتم وبيت راس وكفر جايز أراضي منبسطة فوق مرتفعات تطل على المحافظة شمالاً وجنوباً 

## المباني والمبادرات الثقافية
أغلب بيوت القرية من البيوت الحجرية القديمة والخاوية من السكان، ونظراً للقيمة الثقافية للبلدة والتي تنحدر من العصور القديمة اختيرت القرية مكانا لمبادرات تنموية وثقافية وورشات فنّية، مثل ورشة الفنانين العالميّة (تراي آنغيل) التي كانت تعقد في شطنا في تموز (يوليو) من كل عام ابتداء من 2007 لكن اقامتها كانت بشكل متقطع، وأقيم مهرجان القمح والزيتون سنة 2010.
قامن وزارة البلديات بالتعاون مع بلدية اربد الكبرى على تأهيل 11 بيتاً لاستخدامها كنزل للمصطافين الذين يفضلون السياحة الطبيعية والجبلية والمشاركة في مهرجانات ذات خصوصية متصلة فضلاً عن المحافظة على ثروة البلدة الشجرية وغطائها النباتي وتأهيل مرافق المنتزه.

## ابرز المعالم
- توجد في شطنا 3 كنائس وهي: كنيسة الروم الأرثوذكس وكنيسة الكاثوليك وكنيسة اللاتين[7]
- يوجد فيها جمعية شطنا الخيرية[8]
- جمعية أبناء شطنا التعاونية [9]

## مقومات المنطقة
- تحتوي على مقامات دينية معتمدة رسمياً ومراكز ثقافية متجددة [2]
- فيها آبار مائية متدفقة ومعاصر مرتبطة بمواسم جني الحصاد.
- قام في البلدة ملتقيات إبداعية وفكرية تشبه رواق الصالونات الفكرية والتنموية على امتداد مساحات سهلية.
- منطقة شطنا ترفد المجتمع المحلي والعربي بخيرة الاطباء من كافة التخصصات وبالمهندسين الكفؤ من اصناف الهندسة المدنية والاقتصادية والميكانيكية وكبار الضباط[3]
- تم عمل اتفاقية تعاون لإنشاء دار وناد للمسنين في منطقة شطنا بين وزارة التنمية الاجتماعية ورئيس جمعية شطنا الخيرية.[8]
- اقامة مهرجان شطنا للقمح والزيتون بالتعاون مع وزارة الثقافة بمشاركة العديد من شعراء ومثقفي وفناني وهيئات[6]

## التحديات
كباقي البلدات والقرى في محافظة اربد تواجه البلدة بعض التحديات العامة، ولكن أيضا تواجه عددا من التحديات والمصاعب التي تختص بها منها:
- وجود الكسارات والخلاطات الاسفلتية قريبا منها، مما يسبب تلوث بيئي يهدد المزروعات والضرر الصحي على سكان المنطقة من الغبار المتطاير وانبعاث سحب الدخان التي تنفثها خلاطات الإسفلت [10][11]
- قلة عدد السكان فيها بسبب الهجرة المتكررة منها[12]
- قلة عدد طلبة المدارس (ما بين 20 و30 طالب) مما جعل وزارة التربية والتعليم نقوم بدمج مدرسة الذكور والإناث.[13][14]
- التحطيب العشوائي والقطع العشوائي للأشجار[15]

## كتب عنها
صدر كتاب « قريتي شطنا» للمحامي أيوب سواقد عام 2008 حول منطقة شطنا ليكتب فيه الأحداث التاريخية البارزة فيها والحكايات الشعبية المتوارثة بالمنطقة

## التغطية الاعلامية للمنطقة
عام 2018 تم تصوير فقرة صباح الوطن الجميل ضمن برنامج يسعد صباحك في منطقة شطنا  وفي عام 2019 تم تصوير إحدى فقرات برنامج حلوة يا دنيا عبر قناة رؤيا في منطقة شطنا.